# Bahlinger Sportclub e.V.
Bahlinger Sportclub e.V. é uma agremiação esportiva alemã, fundada a 16 de junho de 1929, sediada em Bahlingen, no estado de Baden-Württemberg.

## História

SC Bahlinger

O clube foi criado como FC Bahlingen e se uniu ao TV Bahlingen, em 1946, para formar o clube atual. Desde o início dos anos 1960, o BSC tem desempenhado aparições no quarto nível. Em 1969, o clube avançou para a terceira divisão, na qual passou nove temporadas. Até a reorganização da liga, estava no quarto nível, a Amateurliga Südbaden. Outra reorganização ocorrida no início dos anos 1990 tornou a Amateurliga uma quinta divisão.
O Bahlinger por pouco não chegou à Oberliga Baden-Württemberg (IV), em 1994 e 1995. O passo finalmente foi dado em 1996 quando o time venceu a Verbandsliga. O clube contou nove longas temporadas na Oberliga, na qual seu melhor resultado foi um quinto lugar em 1997. O time também foi campeão da Südbadischer Pokal (Copa Sul Baden), em 2002, conquista que lhe garantiu no ano seguinte a presença na Copa da Alemanha, na qual bateram o Alemannia Aachen por 1 a 0 na primeira rodada, antes de ser eliminado por 2 a 1 pelo SV Waldhof Mannheim. O BSC, em seguida, caiu para a quinta divisão, em 2005, antes de retornar à Oberliga Baden-Württemberg em 2006-2007, após a ausência de uma única temporada.
O clube fez um excelente começo para a temporada 2011-2012, ao derrotar o FV Illertissen por 11 a 0 na rodada de abertura.

## Títulos
- Verbandsliga Südbaden: Campeão: 1996;
- Vice-campeão: 1994, 1995, 2006;
- South Baden Cup: 2002;

## Cronologia recente
A recente performance do clube:
| Temporada | Divisão                    | Módulo | Posição |
| 1999–2000 | Oberliga Baden-Württemberg | IV     | 9ª      |
| 2000–01   | Oberliga Baden-Württemberg | IV     | 12ª     |
| 2001–02   | Oberliga Baden-Württemberg | IV     | 9ª      |
| 2002–03   | Oberliga Baden-Württemberg | IV     | 14ª     |
| 2003–04   | Oberliga Baden-Württemberg | IV     | 15ª     |
| 2004–05   | Oberliga Baden-Württemberg | IV     | 17ª ↓   |
| 2005–06   | Verbandsliga Südbaden      | V      | 2ª ↑    |
| 2006–07   | Oberliga Baden-Württemberg | IV     | 12ª     |
| 2007–08   | Oberliga Baden-Württemberg | IV     | 13ª     |
| 2008–09   | Oberliga Baden-Württemberg | V      | 6ª      |
| 2009–10   | Oberliga Baden-Württemberg | V      | 3ª      |
| 2010–11   | Oberliga Baden-Württemberg | V      | 13ª     |
| 2011–12   | Oberliga Baden-Württemberg | V      | 11ª     |